# Ratold von Straßburg
Ratold von Straßburg (auch Ratald, Radulf; † 21. November 874) war bis 874 Bischof von Straßburg. 

## Leben
Ratold, dessen Herkunft unklar ist, stammte möglicherweise aus einer in Sachsen ansässig gewordenen hochadeligen fränkischen Familie. Der Beginn seines Episkopats ist ebenfalls nicht belegt; angenommen wird ein Zeitpunkt zwischen 832 und 840. Erstmals urkundlich fassbar ist er 840, als Lothar I. auf seine Bitten hin Straßburg das Privileg der Zollfreiheit bestätigte. Im selben Jahr unterzeichnete er die Urkunde zur Wiedereinsetzung des Bischofs Ebo von Reims mit. Unklar ist seine Rolle während der Bruderkriege nach dem Tod Ludwigs des Frommen. Die Feinde Kaiser Lothars I. konnten sich jedenfalls 842 in Straßburg versammeln, wo es zum Austausch der Straßburger Eide kam.
Im Jahr 856 bestätigt Ludwig der Deutsche auf Ratolds Bitte die von seinen Vorgängern gewährte Immunität der Straßburger Kirche. Möglicherweise war er 859 auf der Synode westfränkischer, burgundischer und lothringischer Bischöfe anwesend, als diese über den Abfall des Erzbischofs Wessilo von Sens von seinem König verhandelten.  
Später zählte er zu den entschiedenen Unterstützern von Kaiser Lothar II. bei dessen Ehestreit um die Scheidung von Theutberga. Er befand sich bei verschiedenen Versammlungen, so in Aachen 862 und wohl auch in Metz 863 in der Umgebung des Kaisers, als dieser versuchte sein Handeln zu rechtfertigen. Im Jahr darauf nahm er an einer Heerfahrt Lothars II. gegen die Normannen teil.
Im kaiserlichen Auftrag reiste er nach Rom, um Papst Nikolaus I. ein Schreiben zur Rechtfertigung des kaiserlichen Handelns zu überreichen. Wie auch die meisten anderen Bischöfe Lothringens wandte er sich vom Kaiser ab, als der Papst die Beschlüsse von Metz aufhob. Ratold bat den Papst in einem Schreiben von 864 um Vergebung für sein Handeln im kaiserlichen Ehestreit. 
Immer stärker orientierte er sich zum Ostfränkischen Reich. 868 nahm er an der Synode von Worms teil, die langwirkende kirchenrechtliche Beschlüsse fasste. Die Hinwendung nach Osten galt umso mehr nach dem Tod Lothars im Jahr darauf. Ludwig der Deutsche bestätigte 873 die Privilegien der Straßburger Kirche, nachdem die früheren Urkunden durch einen Brand verloren gegangen waren. Diese Rechte wurden unter anderem durch ein Münzprivileg und weiterer Rechte erweitert, die mit zur Bedeutung des Bistums in späterer Zeit beitrugen. 
Ratold wurde zwar gelegentlich etwa in einem Glasfenster des Straßburger Münster als Heiliger dargestellt, eine tatsächliche Verehrung hat wohl aber nicht stattgefunden.